# Pair-et-Grandrupt
Pair-et-Grandrupt is een gemeente in het Franse departement Vosges in de regio Grand Est. De gemeente maakt deel uit van het arrondissement Saint-Dié-des-Vosges en sinds 22 maart 2015 van het kanton Saint-Dié-des-Vosges-2. Daarvoor viel Pair-et-Grandrupt onder het op die dag opgeheven kanton Saint-Dié-des-Vosges-Est.

## Geografie
De oppervlakte van Pair-et-Grandrupt bedraagt 4,6 km², de bevolkingsdichtheid is 95,4 inwoners per km².
De onderstaande kaart toont de ligging van Pair-et-Grandrupt met de belangrijkste infrastructuur en aangrenzende gemeenten.

## Demografie
Onderstaande figuur toont het verloop van het inwonertal (bron: INSEE-tellingen).